# John Fitzgerald
John Basil Fitzgerald (Cummins, 28 de desembre de 1960) és un exjugador de tennis australià.
En el seu palmarès destaquen els nou títols de Grand Slam, set en dobles masculins i dos en dobles mixts. En la categoria de dobles masculins va completar el Grand Slam ja que va guanyar els quatre torneigs del Grand Slam, i li va mancar títol per completar-lo en dues ocasions. L'any 1991 va guanyar tres dels quatre torneigs del Grand Slam junt a Anders Järryd, això li va permetre ser número 1 del rànquing de dobles durant quaranta setmanes.
Va guanyar un total de sis títols individuals, trenta de dobles masculins i dos de dobles mixts. Va formar part de l'equip australià de Copa Davis i va conquerir el títol en dues edicions (1983, 1986). Posteriorment també fou el capità de l'equip australià de Copa Davis entre els anys 2001 i 2010.
Fou distingit amb la medalla de l'Orde d'Austràlia l'any 1993, i també va entrar a l'Australian Tennis Hall of Fame el 2020.

## Torneigs de Grand Slam

### Dobles masculins: 11 (7−4)
| Resultat  | Núm. | Any  | Campionat         | Parella        | Oponents                            | Marcador                  |
| --------- | ---- | ---- | ----------------- | -------------- | ----------------------------------- | ------------------------- |
| Guanyador | 1.   | 1982 | Open d'Austràlia  | John Alexander | Andy Andrews John Sadri             | 6−4, 7−6                  |
| Guanyador | 2.   | 1984 | US Open           | Tomáš Šmíd     | Stefan Edberg Anders Järryd         | 7−6, 6−3, 6−3             |
| Finalista | 1.   | 1985 | Wimbledon         | Pat Cash       | Heinz Günthardt Balázs Taróczy      | 4−6, 3−6, 6−4, 3−6        |
| Guanyador | 3.   | 1986 | Roland Garros     | Tomáš Šmíd     | Stefan Edberg Anders Järryd         | 6−3, 4−6, 6−3, 6−7, 14−12 |
| Finalista | 2.   | 1988 | Roland Garros     | Anders Järryd  | Andrés Gómez Emilio Sánchez Vicario | 3−6, 7−6, 4−6, 3−6        |
| Finalista | 3.   | 1988 | Wimbledon (2)     | Anders Järryd  | Ken Flach Robert Seguso             | 4−6, 6−2, 4−6, 6−7        |
| Guanyador | 4.   | 1989 | Wimbledon         | Anders Järryd  | Rick Leach Jim Pugh                 | 3−6, 7−6, 6−4, 7−6        |
| Guanyador | 5.   | 1991 | Roland Garros (2) | Anders Järryd  | Rick Leach Jim Pugh                 | 6−0, 7−6                  |
| Guanyador | 6.   | 1991 | Wimbledon (2)     | Anders Järryd  | Javier Frana Leonardo Lavalle       | 6−3, 6−4, 6−7, 6−1        |
| Guanyador | 7.   | 1991 | US Open (2)       | Anders Järryd  | Scott Davis David Pate              | 6−3, 3−6, 6−3, 6−3        |
| Finalista | 4.   | 1993 | Open d'Austràlia  | Anders Järryd  | Danie Visser Laurie Warder          | 4−6, 3−6, 4−6             |

### Dobles mixts: 6 (2−4)
| Resultat  | Núm. | Any  | Campionat     | Parella          | Oponents                            | Marcador      |
| --------- | ---- | ---- | ------------- | ---------------- | ----------------------------------- | ------------- |
| Guanyador | 1.   | 1983 | US Open       | Elizabeth Sayers | Barbara Potter Ferdi Taygan         | 3−6, 6−3, 6−4 |
| Finalista | 1.   | 1984 | US Open       | Elizabeth Sayers | Manuela Maleeva Tom Gullikson       | 6−2, 5−7, 4−6 |
| Finalista | 2.   | 1985 | Wimbledon     | Elizabeth Smylie | Martina Navrátilová Paul McNamee    | 5−7, 6−4, 2−6 |
| Finalista | 3.   | 1985 | US Open (2)   | Elizabeth Smylie | Martina Navrátilová Heinz Günthardt | 3−6, 4−6      |
| Finalista | 4.   | 1990 | Wimbledon (2) | Elizabeth Smylie | Zina Garrison Rick Leach            | 5−7, 2−6      |
| Guanyador | 2.   | 1991 | Wimbledon     | Elizabeth Smylie | Nataixa Zvéreva Jim Pugh            | 7−6(4), 6−2   |

## Palmarès

### Individual: 11 (6−5)
| Títols per superfície |
| --------------------- |
| Dura (2−1)            |
| Gespa (3−2)           |
| Terra batuda (1−0)    |
| Moqueta (0−2)         |

| Resultat  | Núm. | Data                   | Torneig                  | Superfície   | Oponent            | Marcador                |
| --------- | ---- | ---------------------- | ------------------------ | ------------ | ------------------ | ----------------------- |
| Guanyador | 1.   | 13 de juliol de 1981   | Kitzbühel, Àustria       | Terra batuda | Guillermo Vilas    | 3−6, 6−3, 7−5           |
| Guanyador | 2.   | 27 de setembre de 1982 | Maui, Estats Units       | Dura         | Brian Teacher      | 6−2, 6−3                |
| Finalista | 1.   | 13 de desembre de 1982 | Sydney, Austràlia        | Gespa        | John Alexander     | 6−4, 6−7, 4−6           |
| Guanyador | 3.   | 4 de juliol de 1983    | Newport, Estats Units    | Gespa        | Scott Davis        | 2−6, 6−1, 6−3           |
| Guanyador | 4.   | 15 d'agost de 1983     | Stowe, Estats Units      | Dura         | Vijay Amritraj     | 3−6, 6−2, 7−5           |
| Guanyador | 5.   | 10 de desembre de 1984 | Sydney                   | Gespa        | Sammy Giammalva Jr | 6−3, 6−3                |
| Finalista | 2.   | 24 de desembre de 1984 | Melbourne, Austràlia     | Gespa        | Dan Cassidy        | 6−7, 6−7                |
| Finalista | 3.   | 26 d'octubre de 1987   | Hong Kong, Hong Kong     | Dura         | Eliot Teltscher    | 7−6, 6−3, 1−6, 2−6, 5−7 |
| Guanyador | 6.   | 4 de gener de 1988     | Sydney (2)               | Gespa        | Andrei Chesnokov   | 6−3, 6−4                |
| Finalista | 4.   | 22 de febrer de 1988   | Filadèlfia, Estats Units | Moqueta (i)  | Tim Mayotte        | 6−4, 2−6, 2−6, 3−6      |
| Finalista | 5.   | 17 d'octubre de 1988   | Tòquio, Japó             | Moqueta (i)  | Boris Becker       | 6−7, 4−6                |

### Dobles masculins: 61 (30−31)
| Títols per superfície |
| --------------------- |
| Dura (11−14)          |
| Gespa (7−4)           |
| Terra batuda (4−4)    |
| Moqueta (8−9)         |

| Resultat  | Núm. | Data                   | Torneig                                                      | Superfície   | Parella          | Oponents                            | Marcador                     |
| --------- | ---- | ---------------------- | ------------------------------------------------------------ | ------------ | ---------------- | ----------------------------------- | ---------------------------- |
| Finalista | 1.   | 4 de maig de 1981      | Nova York, Estats Units                                      | Terra batuda | Andy Kohlberg    | Peter Fleming John McEnroe          | 4−6, 4−6                     |
| Guanyador | 1.   | 20 de juliol de 1981   | Båstad, Suècia                                               | Terra batuda | Mark Edmondson   | Anders Järryd Hans Simonsson        | 2−6, 7−5, 6−0                |
| Guanyador | 2.   | 15 de març de 1982     | Estrasburg, França                                           | Moqueta (i)  | Wojtek Fibak     | Sandy Mayer Frew McMillan           | 6−4, 6−3                     |
| Finalista | 2.   | 29 de març de 1982     | Zuric, Suïssa                                                | Moqueta (i)  | Wojtek Fibak     | Sammy Giammalva Jr Tom Gullikson    | 4−6, 2−6                     |
| Finalista | 3.   | 17 de maig de 1982     | Roma, Itàlia                                                 | Terra batuda | Wojtek Fibak     | Heinz Günthardt Balázs Taróczy      | 4−6, 6−4, 3−6                |
| Guanyador | 3.   | 2 de desembre de 1982  | Open d'Austràlia, Austràlia                                  | Gespa        | John Alexander   | Andy Andrews John Sadri             | 6−4, 7−6                     |
| Guanyador | 4.   | 13 de desembre de 1982 | Sydney, Austràlia                                            | Gespa        | John Alexander   | Cliff Letcher Craig Miller          | 6−4, 7−6                     |
| Guanyador | 5.   | 13 de juny de 1983     | Bristol, Regne Unit                                          | Gespa        | John Alexander   | Tom Gullikson Johan Kriek           | 7−5, 6−4                     |
| Guanyador | 6.   | 4 de juliol de 1983    | Newport, Estats Units                                        | Gespa        | Vijay Amritraj   | Tim Gullikson Tom Gullikson         | 6−3, 6−4                     |
| Finalista | 4.   | 1 d'agost de 1983      | Columbus, Estats Units                                       | Dura         | Vijay Amritraj   | Scott Davis Brian Teacher           | 1−6, 6−4, 6−7                |
| Finalista | 5.   | 24 d'octubre de 1983   | Tòquio, Japó                                                 | Moqueta (i)  | Steve Denton     | Mark Edmondson Sherwood Stewart     | 1−6, 4−6                     |
| Finalista | 6.   | 18 de juny de 1984     | Bristol                                                      | Gespa        | John Alexander   | Larry Stefanki Robert Van't Hof     | 4−6, 7−5, 7−9                |
| Finalista | 7.   | 13 d'agost de 1984     | Toronto, Canadà                                              | Dura         | Kim Warwick      | Peter Fleming John McEnroe          | 4−6, 6−7                     |
| Guanyador | 7.   | 27 d'agost de 1984     | US Open, Estats Units                                        | Dura         | Tomáš Šmíd       | Stefan Edberg Anders Järryd         | 7−6, 6−3, 6−3                |
| Guanyador | 8.   | 7 de gener de 1985     | Auckland, Nova Zelanda                                       | Dura         | Chris Lewis      | Broderick Dyke Wally Masur          | 7−6, 6−2                     |
| Guanyador | 9.   | 29 d'abril de 1985     | Las Vegas, Estats Units                                      | Dura         | Pat Cash         | Paul Annacone Christo van Rensburg  | 7−6, 6−7, 7−6                |
| Finalista | 8.   | 10 de juny de 1985     | Londres, Regne Unit                                          | Gespa        | Pat Cash         | Ken Flach Robert Seguso             | 6−3, 3−6, 14−16              |
| Finalista | 9.   | 24 de juny de 1985     | Wimbledon, Regne Unit                                        | Gespa        | Pat Cash         | Heinz Günthardt Balázs Taróczy      | 4−6, 3−6, 6−4, 3−6           |
| Guanyador | 10.  | 14 d'octubre de 1985   | Sydney                                                       | Dura (i)     | Anders Järryd    | Mark Edmondson Kim Warwick          | 6−3, 6−2                     |
| Finalista | 10.  | 17 de març de 1986     | Brussel·les, Bèlgica                                         | Moqueta (i)  | Tomáš Šmíd       | Boris Becker Slobodan Živojinović   | 6−7, 5−7                     |
| Finalista | 11.  | 28 d'abril de 1986     | Indianapolis, Estats Units                                   | Terra batuda | Sherwood Stewart | Hans Gildemeister Andrés Gómez      | 4−6, 3−6                     |
| Guanyador | 11.  | 26 de maig de 1986     | Roland Garros, França                                        | Terra batuda | Tomáš Šmíd       | Stefan Edberg Anders Järryd         | 6−3, 4−6, 6−3, 6−7(4), 14−12 |
| Guanyador | 12.  | 13 d'octubre de 1986   | Sydney (2)                                                   | Dura (i)     | Boris Becker     | Peter McNamara Paul McNamee         | 6−4, 7−6                     |
| Finalista | 12.  | 17 d'agost de 1987     | Cincinnati, Estats Units                                     | Dura         | Steve Denton     | Ken Flach Robert Seguso             | 5−7, 3−6                     |
| Guanyador | 13.  | 14 de març de 1988     | Miami, Estats Units                                          | Dura         | Anders Järryd    | Ken Flach Robert Seguso             | 7−6(7), 6−1, 7−5             |
| Guanyador | 14.  | 11 d'abril de 1988     | Tòquio                                                       | Dura         | Johan Kriek      | Steve Denton David Pate             | 6−4, 6−7, 6−4                |
| Finalista | 13.  | 23 de maig de 1988     | Roland Garros                                                | Terra batuda | Anders Järryd    | Andrés Gómez Emilio Sánchez Vicario | 3−6, 6−7(8), 4−6, 3−6        |
| Finalista | 14.  | 20 de juny de 1988     | Wimbledon (2)                                                | Gespa        | Anders Järryd    | Ken Flach Robert Seguso             | 4−6, 2−6, 4−6, 6−7(3)        |
| Guanyador | 15.  | 10 d'octubre de 1988   | Sydney (3)                                                   | Dura (i)     | Darren Cahill    | Marty Davis Brad Drewett            | 6−3, 6−2                     |
| Guanyador | 16.  | 24 d'octubre de 1988   | París, França                                                | Moqueta (i)  | Paul Annacone    | Jim Grabb Christo van Rensburg      | 6−2, 6−2                     |
| Finalista | 15.  | 31 d'octubre de 1988   | Estocolm, Suècia                                             | Dura (i)     | Paul Annacone    | Kevin Curren Jim Grabb              | 5−7, 5−7                     |
| Finalista | 16.  | 21 de novembre de 1988 | Brussel·les (2)                                              | Moqueta (i)  | Tomáš Šmíd       | Wally Masur Tom Nijssen             | 5−7, 6−7                     |
| Guanyador | 17.  | 26 de juny de 1989     | Wimbledon                                                    | Gespa        | Anders Järryd    | Rick Leach Jim Pugh                 | 3−6, 7−6(4), 6−4, 7−6(4)     |
| Finalista | 17.  | 18 de setembre de 1989 | Los Angeles, Estats Units                                    | Dura         | Anders Järryd    | Marty Davis Tim Pawsat              | 5−7, 6−7                     |
| Guanyador | 18.  | 30 d'octubre de 1989   | París (2)                                                    | Moqueta (i)  | Anders Järryd    | Jakob Hlasek Éric Winogradsky       | 7−6, 6−4                     |
| Finalista | 18.  | 27 de novembre de 1989 | Nabisco Masters, Nova York, Estats Units                     | Moqueta (i)  | Anders Järryd    | Jim Grabb Patrick McEnroe           | 5−7, 6−7(4), 5−7, 3−6        |
| Finalista | 19.  | 22 d'octubre de 1990   | Estocolm (2)                                                 | Moqueta (i)  | Anders Järryd    | Guy Forget Jakob Hlasek             | 2−6, 3−6                     |
| Finalista | 20.  | 5 de novembre de 1990  | Moscou, URSS                                                 | Moqueta (i)  | Anders Järryd    | Hendrik Jan Davids Paul Haarhuis    | 4−6, 6−7                     |
| Finalista | 21.  | 18 de febrer de 1991   | Memphis, Estats Units                                        | Dura (i)     | Laurie Warder    | Udo Riglewski Michael Stich         | 5−7, 3−6                     |
| Finalista | 22.  | 8 d'abril de 1991      | Tòquio (2)                                                   | Dura         | Anders Järryd    | Stefan Edberg Todd Woodbridge       | 4−6, 7−5, 4−6                |
| Guanyador | 19.  | 27 de maig de 1991     | Roland Garros (2)                                            | Terra batuda | Anders Järryd    | Rick Leach Jim Pugh                 | 6−0, 7−6(2)                  |
| Guanyador | 20.  | 24 de juny de 1991     | Wimbledon (2)                                                | Gespa        | Anders Järryd    | Javier Frana Leonardo Lavalle       | 6−3, 6−4, 6−7(7), 6−1        |
| Guanyador | 21.  | 26 d'agost de 1991     | US Open (2)                                                  | Dura         | Anders Järryd    | Scott Davis David Pate              | 6−3, 3−6, 6−3, 6−3           |
| Finalista | 23.  | 23 de setembre de 1991 | Brisbane, Austràlia                                          | Dura         | Glenn Michibata  | Todd Woodbridge Mark Woodforde      | 6−7, 3−6                     |
| Guanyador | 22.  | 22 d'octubre de 1991   | Estocolm                                                     | Moqueta (i)  | Anders Järryd    | Tom Nijssen Cyril Suk               | 7−5, 6−3                     |
| Guanyador | 23.  | 28 d'octubre de 1991   | París (3)                                                    | Moqueta (i)  | Anders Järryd    | Kelly Jones Rick Leach              | 7−6, 6−4                     |
| Guanyador | 24.  | 11 de novembre de 1991 | ATP Tour World Championships, Frankfurt, Alemanya Occidental | Moqueta (i)  | Anders Järryd    | Ken Flach Robert Seguso             | 6−4, 6−4, 2−6, 6−4           |
| Finalista | 24.  | 17 de febrer de 1992   | Stuttgart, Alemanya Occidental                               | Moqueta (i)  | Anders Järryd    | Tom Nijssen Cyril Suk               | 3−6, 7−6, 3−6                |
| Finalista | 25.  | 6 d'abril de 1992      | Tòquio (3)                                                   | Dura         | Anders Järryd    | Kelly Jones Rick Leach              | 6−0, 5−7, 3−6                |
| Guanyador | 25.  | 8 de juny de 1992      | Londres                                                      | Gespa        | Anders Järryd    | Goran Ivanišević Diego Nargiso      | 6−4, 7−6                     |
| Guanyador | 26.  | 19 d'octubre de 1992   | Taipei, Xina Taipei                                          | Moqueta (i)  | Sandon Stolle    | Patrick Baur Christo van Rensburg   | 7−6, 6−2                     |
| Guanyador | 27.  | 9 de novembre de 1992  | Anvers, Bèlgica                                              | Moqueta (i)  | Anders Järryd    | Patrick McEnroe Jared Palmer        | 6−2, 6−2                     |
| Finalista | 26.  | 16 de novembre de 1992 | ATP Tour World Championships, Frankfurt                      | Moqueta (i)  | Anders Järryd    | Todd Woodbridge Mark Woodforde      | 2−6, 6−7(4), 7−5, 6−3, 3−6   |
| Finalista | 27.  | 4 de gener de 1993     | Adelaida, Austràlia                                          | Dura         | Laurie Warder    | Todd Woodbridge Mark Woodforde      | 4−6, 5−7                     |
| Finalista | 28.  | 18 de gener de 1993    | Open d'Austràlia                                             | Dura         | Anders Järryd    | Danie Visser Laurie Warder          | 4−6, 3−6, 4−6                |
| Guanyador | 28.  | 1 de febrer de 1993    | Dubai, Emirats Àrabs Units                                   | Dura         | Anders Järryd    | Grant Connell Patrick Galbraith     | 6−2, 6−1                     |
| Finalista | 29.  | 31 de gener de 1994    | Dubai                                                        | Dura         | Darren Cahill    | Todd Woodbridge Mark Woodforde      | 7−6, 4−6, 2−6                |
| Guanyador | 29.  | 16 de maig de 1994     | Bolonya, Itàlia                                              | Terra batuda | Patrick Rafter   | Vojtěch Flégl Andrew Florent        | 6−3, 6−3                     |
| Guanyador | 30.  | 1 d'agost de 1994      | Los Angeles                                                  | Dura         | Mark Woodforde   | Scott Davis Brian MacPhie           | 4−6, 6−2, 6−0                |
| Finalista | 30.  | 10 d'abril de 1995     | Tòquio (4)                                                   | Dura         | Anders Järryd    | Mark Knowles Jonathan Stark         | 3−6, 6−3, 6−7                |
| Finalista | 31.  | 17 d'abril de 1995     | Hong Kong, Hong Kong                                         | Dura         | Anders Järryd    | Tommy Ho Mark Philippoussis         | 1−6, 7−6, 6−7                |

### Dobles mixts: 6 (2−4)
| Títols per superfície |
| --------------------- |
| Dura (1−2)            |
| Gespa (1−2)           |
| Terra batuda (0−0)    |

| Resultat  | Núm. | Data               | Torneig               | Superfície | Parella          | Oponents                            | Marcador      |
| --------- | ---- | ------------------ | --------------------- | ---------- | ---------------- | ----------------------------------- | ------------- |
| Guanyador | 1.   | 29 d'agost de 1983 | US Open, Estats Units | Dura       | Elizabeth Sayers | Barbara Potter Ferdi Taygan         | 3−6, 6−3, 6−4 |
| Finalista | 1.   | 27 d'agost de 1984 | US Open               | Dura       | Elizabeth Sayers | Manuela Maleeva Tom Gullikson       | 6−2, 5−7, 4−6 |
| Finalista | 2.   | 24 de juny de 1985 | Wimbledon, Regne Unit | Gespa      | Elizabeth Smylie | Martina Navrátilová Paul McNamee    | 5−7, 6−4, 2−6 |
| Finalista | 3.   | 26 d'agost de 1985 | US Open (2)           | Dura       | Elizabeth Smylie | Martina Navrátilová Heinz Günthardt | 3−6, 4−6      |
| Finalista | 4.   | 25 de juny de 1990 | Wimbledon (2)         | Gespa      | Elizabeth Smylie | Zina Garrison Rick Leach            | 5−7, 2−6      |
| Guanyador | 2.   | 24 de juny de 1991 | Wimbledon             | Gespa      | Elizabeth Smylie | Nataixa Zvéreva Jim Pugh            | 7−6(4), 6−2   |

### Equips: 3 (2−1)
| Resultat  | Núm. | Data                                   | Torneig                                    | Superfície       | Equip                                   | Oponents                                                   | Marcador |
| --------- | ---- | -------------------------------------- | ------------------------------------------ | ---------------- | --------------------------------------- | ---------------------------------------------------------- | -------- |
| Guanyador | 1.   | 26−28 de desembre de 1983              | Copa Davis, Melbourne, Austràlia           | Gespa            | Pat Cash Mark Edmondson Paul McNamee    | Anders Järryd Joakim Nystrom Hans Simonsson Mats Wilander  | 3−2      |
| Guanyador | 2.   | 26−28 de desembre de 1986              | Copa Davis, Melbourne, Austràlia           | Gespa            | Pat Cash Peter McNamara Paul McNamee    | Stefan Edberg Anders Järryd Joakim Nystrom Mikael Pernfors | 3−2      |
| Finalista | 1.   | 30 de novembre − 2 de desembre de 1990 | Copa Davis, Saint Petersburg, Estats Units | Terra batuda (i) | Darren Cahill Pat Cash Richard Fromberg | Andre Agassi Michael Chang Rick Leach Jim Pugh             | 2−3      |

## Trajectòria

### Individual
| Open d'Austràlia | 1R          | 2R          | 1R          | 3R          | 4R          | 1R    | 1R          | NC          | 2R          | 1R    | 2R          | 1R          | 1R          | 3R    | 2R  | A   | 0 / 14  |         |
| Roland Garros | A           | A           | 1R          | 1R          | 2R          | 1R    | 1R          | 2R          | 1R          | 1R    | A           | A           | A           | A     | A   | A   | 0 / 8   |         |
| Wimbledon | 1R          | 2R          | 4R          | 3R          | 1R          | 2R    | 2R          | 4R          | 1R          | 3R    | 4R          | 1R          | A           | 1R    | 2R  | 1R  | 0 / 15  |         |
| US Open | A           | A           | 1R          | A           | 1R          | 3R    | 1R          | 1R          | 2R          | A     | 2R          | A           | A           | A     | A   | A   | 0 / 7   |         |
| Jocs Olímpics | No celebrat | No celebrat | No celebrat | No celebrat | No celebrat | A     | No celebrat | No celebrat | No celebrat | 1R    | No celebrat | No celebrat | No celebrat | A     | NC  | NC  | 0 / 1   |         |
| Total Victòries−Derrotes | 1−4         | 3−7         | 26−24       | 24−22       | 35−20       | 31−21 | 17−23       | 8−12        | 19−19       | 36−21 | 15−18       | 6−15        | 5−7         | 10−11 | 4−5 | 0−1 | 240−231 | 240−231 |
| Rànquing a final d'any |             |             | 60          | 78          | 43          | 37    | 91          | 102         | 73          | 25    | 117         | 188         | 205         | 166   | 298 | 792 |         |         |
| Llegenda: G: Guanyador; F: Finalista; SF: Semifinalista; QF: Quarts de final; Q: Qualificació; A: Absent; RR: Round Robin; NC: No celebrat; |             |             |             |             |             |       |             |             |             |       |             |             |             |       |     |     |         |         |

### Dobles masculins
| Open d'Austràlia | 1R          | 3R          | 1R          | G           | 2R          | SF    | 2R          | NC          | 2R          | QF    | QF          | 3R          | 3R          | 3R    | F           | 1R          | 3R          | A   | 1R   | 1 / 17  |         |
| Roland Garros | A           | A           | 2R          | 2R          | 1R          | 2R    | 3R          | G           | 1R          | F     | SF          | 1R          | G           | 2R    | 3R          | 2R          | 3R          | A   | A    | 2 / 15  |         |
| Wimbledon | 1R          | 1R          | 3R          | A           | QF          | QF    | F           | 2R          | 3R          | F     | G           | 1R          | G           | 2R    | 2R          | 1R          | 1R          | A   | A    | 2 / 16  |         |
| US Open | A           | A           | A           | 3R          | SF          | G     | 3R          | 3R          | 2R          | A     | SF          | A           | G           | 3R    | 1R          | 2R          | 3R          | A   | A    | 2 / 12  |         |
| Jocs Olímpics | No celebrat | No celebrat | No celebrat | No celebrat | No celebrat | A     | No celebrat | No celebrat | No celebrat | QF    | No celebrat | No celebrat | No celebrat | 2R    | No celebrat | No celebrat | No celebrat | A   | NC   | 0 / 2   |         |
| Total Victòries−Derrotes | 1−3         | 2−7         | 19−20       | 44−20       | 35−20       | 26−18 | 47−19       | 35−16       | 17−13       | 47−18 | 39−17       | 19−17       | 54−15       | 42−20 | 26−22       | 26−22       | 19−19       | 0−0 | 0−1  | 498−287 | 498−287 |
| Rànquing a final d'any |             |             |             | 24          | 28          | 17    | 13          | 11          | 34          | 4     | 7           | 42          | 1           | 11    | 29          | 45          | 65          | 446 | 1313 |         |         |
| Llegenda: G: Guanyador; F: Finalista; SF: Semifinalista; QF: Quarts de final; Q: Qualificació; A: Absent; RR: Round Robin; NC: No celebrat; |             |             |             |             |             |       |             |             |             |       |             |             |             |       |             |             |             |     |      |         |         |